# Tinkercad
Tinkercad é um programa de teste de circuitos e modelagem tridimensional (3D) online gratuito que roda em um navegador da web, conhecido por sua simplicidade e facilidade de uso. Desde que se tornou disponível em 2011, tornou-se uma plataforma popular para a criação de modelos para impressão 3D e para usar o arduino UNO R3 de forma virtual, bem como uma introdução básica à geometria sólida construtiva nas escolas.

## História
A Tinkercad foi fundada como uma empresa em 2010 na União Europeia pelo ex-engenheiro do Google Kai Backman e seu cofundador Mikko Mononen, com o objetivo de tornar a modelagem 3D, especialmente o design de itens físicos, acessível ao público em geral, e permitir que os usuários publiquem seus projetos sob uma licença Creative Commons. Em 2011 a página tinkercad.com foi lançada como uma ferramenta de modelagem 3D baseada na web para navegadores habilitados para WebGL, e em 2012 a empresa mudou sua sede para São Francisco, Califórnia. Em 2012 mais de 100.000 projetos 3D foram publicados por usuários.
Em maio de 2013 a Autodesk anunciou na Maker Faire que iria adquirir o Tinkercad.
Em março de 2017 a Autodesk recomendou que os usuários do 123D Sculpt, a ser aposentado em breve, migrassem para o Tinkercad (ou Maya LT). Em maio a Autodesk interrompeu seu 123D Circuits (Circuits.io) "Electronics Lab". Os recursos do programa foram integrados ao Tinkercad.

## Conceito

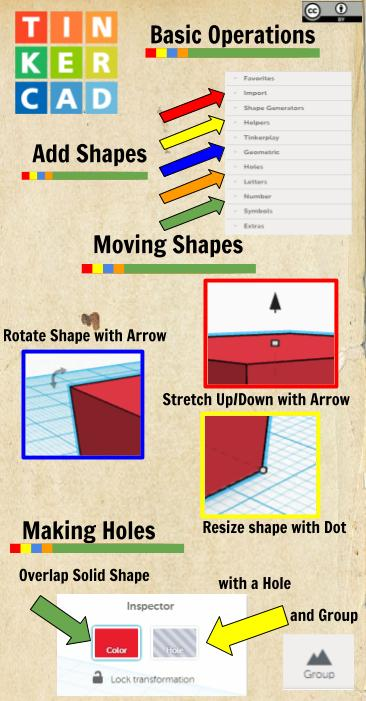
Ilustração das operações básicas no Tinkercad.

O Tinkercad usa um método de geometria sólida construtiva simplificado para construir modelos. Um projeto é feito a partir de formas primitivas que são "sólidas" ou "vazadas". Combinando sólidos e furos, novas formas podem ser criadas, que por sua vez podem ser atribuídas à propriedade de sólido ou furo. Além da biblioteca padrão de formas primitivas, um usuário pode criar geradores de formas personalizadas usando um editor de JavaScript integrado.
As formas podem ser importadas em três formatos: STL e OBJ para 3D, e formas SVG 2D para extrusão em formas 3D. O Tinkercad exporta modelos nos formatos STL ou OBJ, prontos para impressão 3D.
O Tinkercad também inclui um recurso para exportar modelos 3D para o Minecraft Java Edition, e também oferece a capacidade de projetar estruturas usando blocos de Lego.